# Zacháro
Zacháro är en kommunhuvudort i Grekland.   Den ligger i prefekturen Nomós Ileías och regionen Västra Grekland, i den södra delen av landet, 190 km väster om huvudstaden Aten. Zacháro ligger 17 meter över havet och antalet invånare är 5 894.
Terrängen runt Zacháro är kuperad åt nordost, men västerut är den platt. Havet är nära Zacháro åt sydväst. Runt Zacháro är det ganska tätbefolkat, med 56 invånare per kvadratkilometer. Zacháro är det största samhället i trakten. 